# Jade Grillet-Aubert
Jade Grillet-Aubert (ur. 22 listopada 1997 w Évian-les-Bains) – francuska narciarka dowolna.
Po raz pierwszy na arenie międzynarodowej pojawiła się 18 grudnia 2019 roku w Val Thorens, gdzie w zawodach Pucharu Europy zajęła siódme miejsce. Nigdy nie wystąpiła na mistrzostwach świata juniorów.
W Pucharze Świata zadebiutowała 1 lutego 2020 roku w Megève, zajmując 20. miejsce. Tym samym już w debiucie zdobyła pierwsze pucharowe punkty. Na podium zawodów tego cyklu pierwszy raz stanęła 20 grudnia 2020 roku w Val Thorens, kończąc rywalizację w skicrossie na drugiej pozycji. W zawodach tych rozdzieliła Fanny Smith ze Szwajcarii i Kanadyjkę Marielle Thompson. W sezonie 2021/2022 zajęła piąte miejsce w klasyfikacji generalnej skicrossu.
Na mistrzostwach świata w Idre Fjäll zajęła dwunaste miejsce w skicrossie. Na rozgrywanych rok później igrzyskach olimpijskich w Pekinie była czternasta.

## Osiągnięcia

### Igrzyska olimpijskie
| Miejsce | Dzień     | Rok  | Miejscowość | Konkurencja | Zwyciężczyni   |
| ------- | --------- | ---- | ----------- | ----------- | -------------- |
| 14.     | 17 lutego | 2022 | Pekin       | Skicross    | Sandra Näslund |

### Mistrzostwa świata
| Miejsce | Dzień     | Rok  | Miejscowość | Konkurencja        | Zwyciężczyni   |
| ------- | --------- | ---- | ----------- | ------------------ | -------------- |
| 12.     | 13 lutego | 2021 | Idre Fjäll  | Skicross           | Sandra Näslund |
| 5.      | 21 marca  | 2025 | Engadyna    | Skicross           | Fanny Smith    |
| 2.      | 22 marca  | 2025 | Engadyna    | Skicross drużynowy | Szwajcaria     |

### Puchar Świata

#### Miejsca w klasyfikacji generalnej
- sezon 2019/2020: 184.

Od sezonu 2020/2021 klasyfikacja skicrossu zastąpiła klasyfikację generalną.
- sezon 2020/2021: 9.
- sezon 2021/2022: 5.
- sezon 2022/2023: 12.
- sezon 2023/2024: 19.
- sezon 2024/2025: 10.

#### Miejsca na podium w zawodach
1. Val Thorens – 20 grudnia 2020 (skicross) – 2. miejsce
2. Idre Fjäll – 22 stycznia 2022 (skicross) – 3. miejsce
3. Idre Fjäll – 23 stycznia 2022 (skicross) – 2. miejsce
4. Veysonnaz – 12 marca 2023 (skicross) – 2. miejsce